# متحف الفن الحديث (نيويورك)
متحف الفن الحديث (بالإنجليزية: The Museum of Modern Art)‏ ويختصر بـ (MoMA) متحف فنون يقع في شارع 53 بمنهاتن في مدينة نيويورك، الولايات المتحدة. تأسس في 7 نوفمبر 1929. يزور المتحف ما يقارب 2,5 مليون شخص بالسنة. يعتبر إلى حد كبير الأكثر تأثيرا في الفن بالعالم. معروضات المتحف جميعها لامثيل لها في الفن الحديث والمعاصر، بما في ذلك أعمال العمارة، الرسم، النحت، التصوير الفوتوغرافي، الكتب والأفلام.
تحوي مكتبة المتحف على ارشيف يزيد عن 300,000 كتاب، واعمال فنية فريد تزيد عن 70,000 لفنانين مختلفين. يحوي الارشيف أيضا على عدة مصادر للمواد التاريخية ذات الصلة بالفن المعاصر.
في 1930 اسس المعماري الأمريكي فيليب جونسون قسم العمارة في المتحف، حيث قدم عمارة أوربية حديثة إلى الجمهور الأمريكي.[بحاجة لمصدر]

## التاريخ
بدأت فكرة إنشاء المتحف على يد السيدة آبي الدريتش روكفلر (زوج جون دافيسون روكفلر جونيور) بالإضافة إلى اثنين من أصدقائها وهما السيدتان ليلي بي. بليس وماري كوين سوليفان. أطلق على تلك المجموعة من النسوة عدة أسماء منها «السيدات» و«السيدات الجريئات» و«سيدات الإسمنت المسلح». استأجرات النسوة مساحة متواضعة في بناية هكشر في الجادة 730 الخامسة في منهاتن، وفتحت أمام الزوار في السابع من نوفمبر سنة 1929.

## أعمال فنية
أعتبرت من كثير من الناس على أنها تملك أعظم روائع الفن الغربي الحديث، أكثر من 150,000 قطعة فردية بالإضافة إلى 22,000 فيلم و 4 ملايين لقطة فيلم مختلفة. ومن الأعمال الملاحظة والمهمة في الفن الحديث ما يلي:
- ليلة مرصعة بالنجوم لفينسنت فان غوخ
- الغجري النائم لهنري روسو
- أنا والقرية لمارك شاغال
- الحلم (1910) لهنري روسو
- إصرار الذاكرة لسلفادور دالي
- بوردواي بوجي-ووجي لبيت موندريان
- علم لجاسبر جونز
- عالم كريستينا لأندرو وايث

### مجموعة بارزة

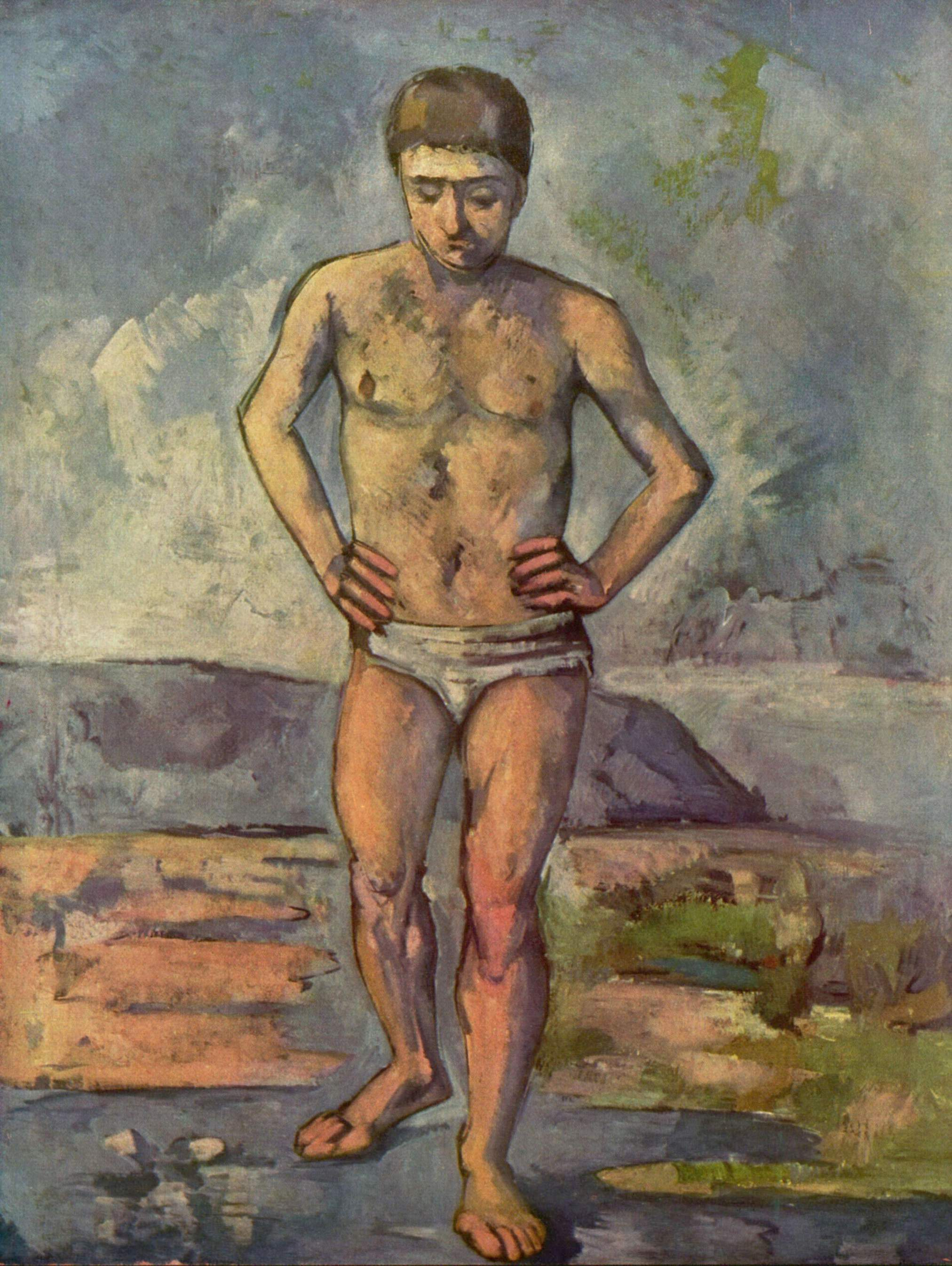
المستحم لبول سيزان
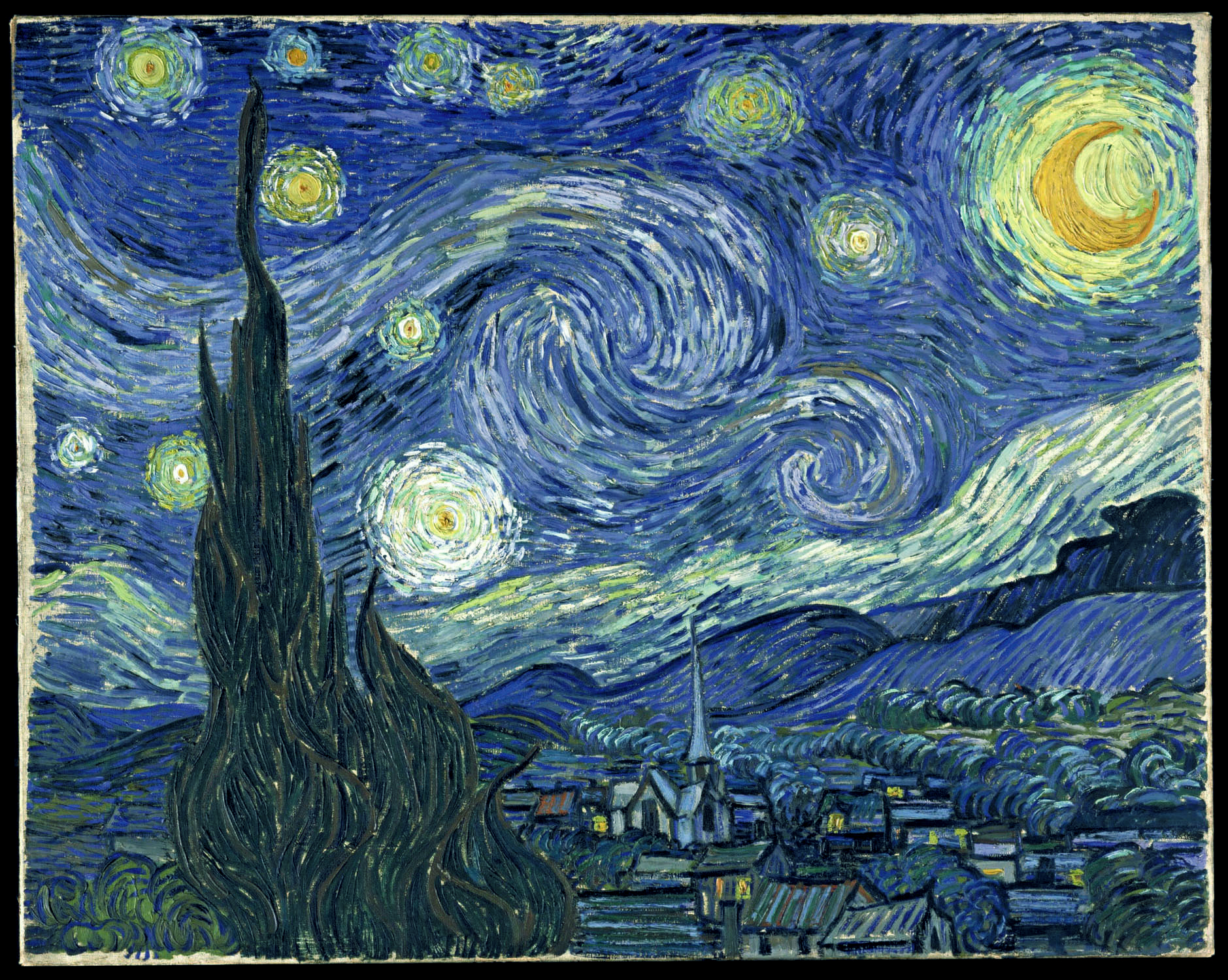
ليلة مرصعة بالنجوم لفنسنت فان غوخ
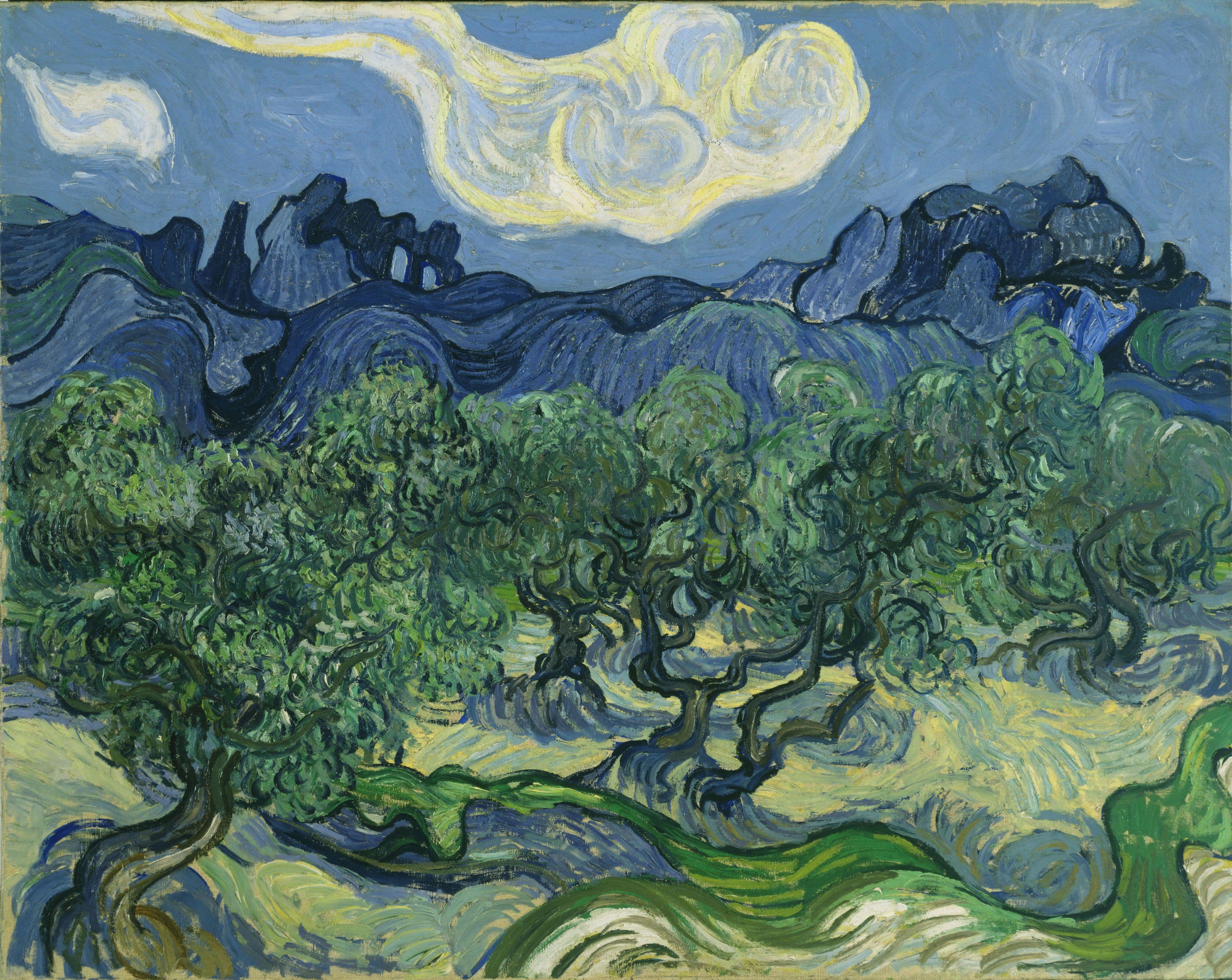
أشجار الزيتون لفنسنت فان غوخ
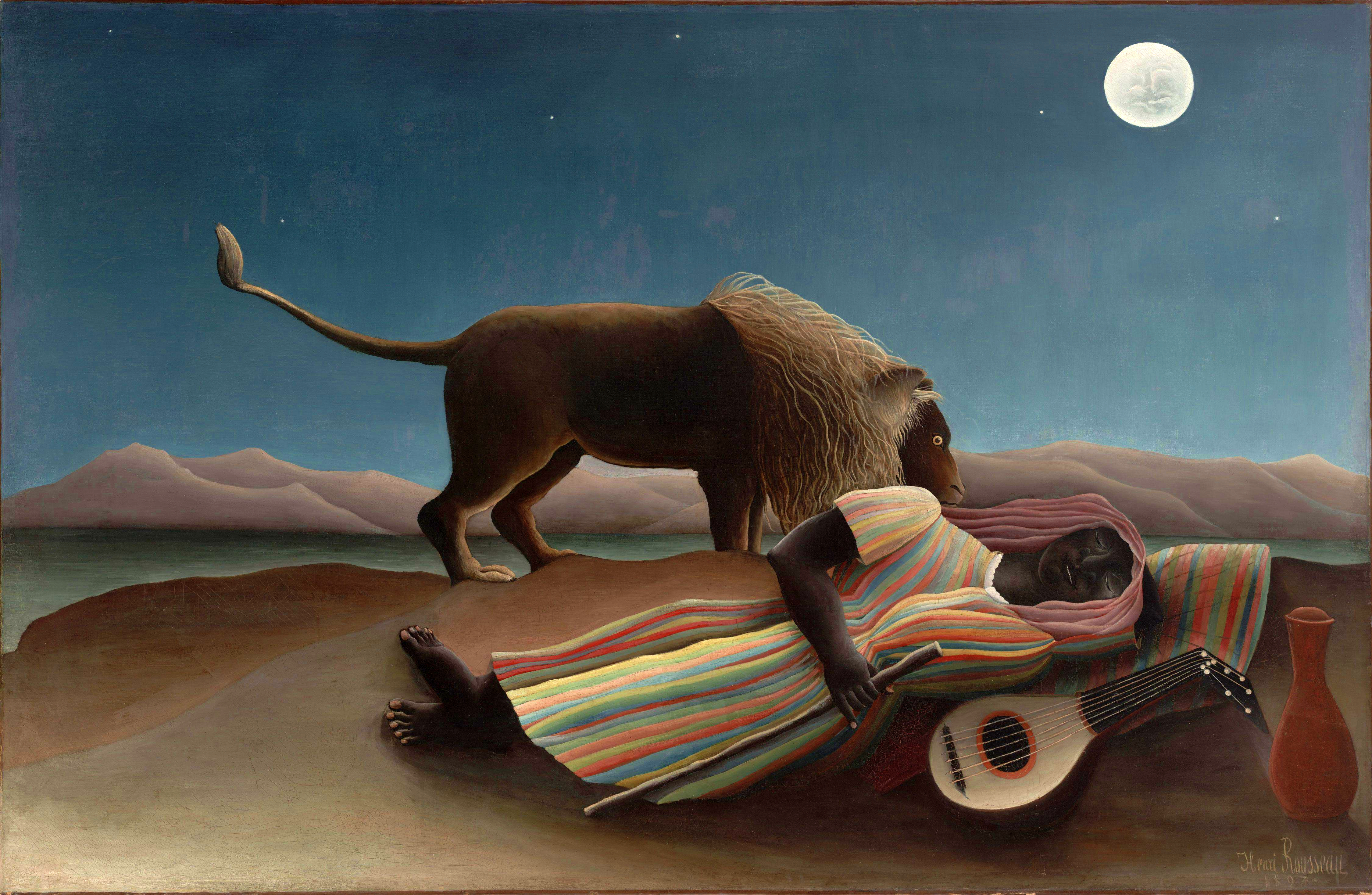
الغجري النائم لهنري روسو

## وصلات خارجية
- الموقع الرسمي